# 고지도

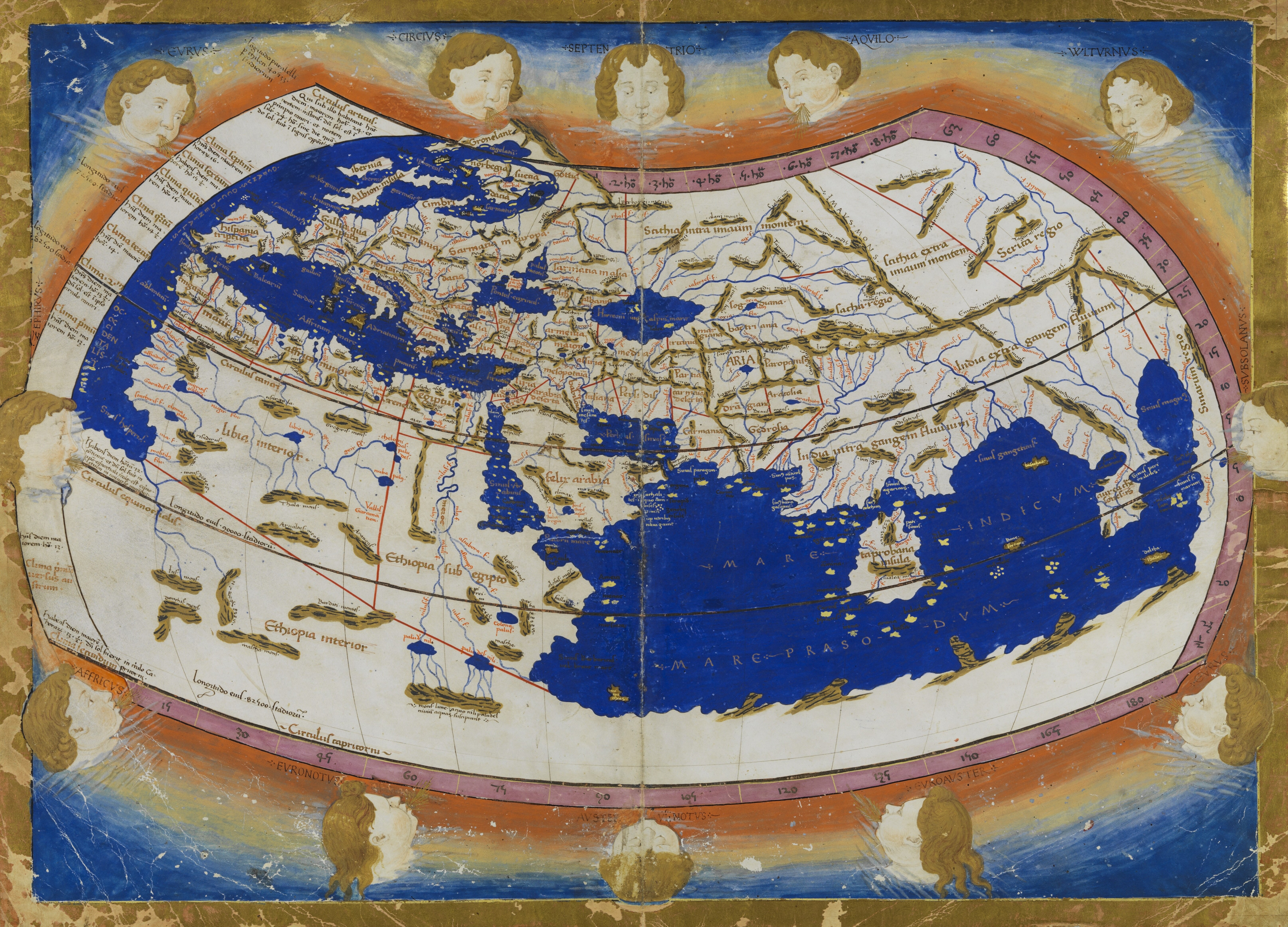
2세기 그리스의 고지도.

고지도(古地圖, old map)란 근대적 측량술과 지도제작술이 발달하기 이전에 만들어진 회화적인 지도를 말한다.